# 라자 나잉골란
라자 나잉골란(인도네시아어: Radja Nainggolan, 1988년 5월 4일 ~ )은 벨기에의 인도네시아계 축구 선수로 포지션은 미드필더이다. 현재 인도네시아 리가 1의 바양카라에서 뛰고 있다.

## 어린 시절
안트베르펜에서 바타크족 출신의 인도네시아인 아버지인 마리아누스 나잉골란(Marianus Nainggolan)[그는 바탁 기독 개신교회(루터교회 계열) 신도이다.]과 플랑드르인계 벨기에인 어머니 리지 보하르츠(Lizy Bogaerts) 사이에서 태어났으며 리아나 나잉골란이라고 불리는 쌍둥이 누나와 이부형제 3명을 두고 있다. 라자는 인도네시아어로 왕(임금)을 뜻한다. 1990년대에 아버지의 고향인 인도네시아 발리 섬에서 산 적이 있었다. 라자가 어렸을 때 그의 아버지가 아무것도 없이 그의 어머니와 자녀를 버리고 헤어지고 떠났다.
라자 나잉골란의 어머니(리지 보하르츠)는 2010년에 사망하였다., 어머니의 사망 후 그는 등부분에 큰 양날개와 어머니의 생일과 기일(사망일)을 문신새겼다. 라자 나잉골란은 어머니와 같이 살아서 천주교 신자로 자랐다. 그리고 네덜란드어, 영어, 이탈리아어를 유창하게 말하고 프랑스어를 듣고 이해할 수 있다.

## 경력 이력

### 프로축구클럽
2019년 5월 26일 기준
| 클럽             | 시즌      | 리그      | 리그 | 리그 | 컵   | 컵 | 유럽 | 유럽 | 기타 | 기타 | 합계 | 합계 |
| 클럽             | 시즌      | 리그 단계 | 출장 | 골   | 출장 | 골 | 출장 | 골   | 출장 | 골   | 출장 | 골   |
| ---------------- | --------- | --------- | ---- | ---- | ---- | -- | ---- | ---- | ---- | ---- | ---- | ---- |
| 피아첸차         | 2005–06   | 세리에 B  | 1    | 0    | 0    | 0  | —    | —    | —    | —    | 1    | 0    |
| 피아첸차         | 2006–07   | 세리에 B  | 1    | 0    | 0    | 0  | —    | —    | —    | —    | 1    | 0    |
| 피아첸차         | 2007–08   | 세리에 B  | 10   | 0    | 1    | 0  | —    | —    | —    | —    | 11   | 0    |
| 피아첸차         | 2008–09   | 세리에 B  | 38   | 3    | 1    | 0  | —    | —    | —    | —    | 39   | 3    |
| 피아첸차         | 2009–10   | 세리에 B  | 21   | 1    | 1    | 0  | —    | —    | —    | —    | 22   | 1    |
| 피아첸차         | 합계      | 합계      | 71   | 4    | 3    | 0  | —    | —    | —    | —    | 74   | 4    |
| 칼리아리         | 2009–10   | 세리에 A  | 7    | 0    | 0    | 0  | —    | —    | —    | —    | 7    | 0    |
| 칼리아리         | 2010–11   | 세리에 A  | 36   | 2    | 2    | 0  | —    | —    | —    | —    | 38   | 2    |
| 칼리아리         | 2011–12   | 세리에 A  | 37   | 1    | 2    | 0  | —    | —    | —    | —    | 39   | 1    |
| 칼리아리         | 2012–13   | 세리에 A  | 34   | 2    | 1    | 0  | —    | —    | —    | —    | 35   | 2    |
| 칼리아리         | 2013–14   | 세리에 A  | 17   | 2    | 1    | 0  | —    | —    | —    | —    | 18   | 2    |
| 칼리아리         | 합계      | 합계      | 131  | 7    | 6    | 0  | —    | —    | —    | —    | 137  | 7    |
| 로마 (임대)      | 2013–14   | 세리에 A  | 17   | 2    | 3    | 0  | —    | —    | —    | —    | 20   | 2    |
| 로마             | 2014–15   | 세리에 A  | 35   | 5    | 2    | 0  | 9    | 0    | —    | —    | 46   | 5    |
| 로마             | 2015–16   | 세리에 A  | 35   | 6    | 0    | 0  | 7    | 0    | —    | —    | 42   | 6    |
| 로마             | 2016–17   | 세리에 A  | 37   | 11   | 4    | 2  | 12   | 1    | —    | —    | 53   | 14   |
| 로마             | 2017–18   | 세리에 A  | 31   | 4    | 0    | 0  | 11   | 2    | —    | —    | 42   | 6    |
| 합계             | 합계      | 합계      | 155  | 28   | 9    | 2  | 39   | 3    | —    | —    | 203  | 33   |
| 인테르나치오날레 | 2018–19   | 세리에 A  | 29   | 6    | 1    | 0  | 6    | 1    | —    | —    | 36   | 7    |
| 경력 합계        | 경력 합계 | 경력 합계 | 376  | 45   | 19   | 2  | 45   | 4    | —    | —    | 450  | 51   |

### 국가대표
2018년 3월 27일 기준
| 벨기에 | 벨기에 | 벨기에 |
| 년도   | 참가   | 득점   |
| ------ | ------ | ------ |
| 2009   | 1      | 0      |
| 2011   | 1      | 0      |
| 2012   | 1      | 0      |
| 2013   | 1      | 0      |
| 2014   | 4      | 2      |
| 2015   | 9      | 2      |
| 2016   | 9      | 2      |
| 2017   | 3      | 0      |
| 2018   | 1      | 0      |
| 합계   | 30     | 6      |

### 대표팀 경기 득점
아래의 점수에서 왼쪽의 점수가 벨기에의 점수이다.
| 골 | 날짜             | 장소                                       | 상대팀                | 득점당시결과 | 최종결과 | 대회               |
| -- | ---------------- | ------------------------------------------ | --------------------- | ------------ | -------- | ------------------ |
| 1. | 2014년 3월 5일   | 보두앵 국왕 경기장, 브뤼셀, 벨기에         | 코트디부아르          | 2–0          | 2–2      | 친선경기           |
| 2. | 2014년 10월 13일 | 빌리노 폴레, 제니차, 보스니아 헤르체고비나 | 보스니아 헤르체고비나 | 1–1          | 1–1      | 유로 2016 지역예선 |
| 3. | 2015년 6월 7일   | 스타드 드 프랑스, 생드니, 프랑스           | 프랑스                | 3–0          | 4–3      | 친선경기           |
| 4. | 2015년 10월 10일 | 에스타디 나시우날, 안도라라벨랴, 안도라    | 안도라                | 1–0          | 4–1      | 유로 2016 지역예선 |
| 5. | 2016년 6월 22일  | 알리안츠 리비에라, 니스, 프랑스            | 스웨덴                | 1–0          | 1–0      | UEFA 유로 2016     |
| 6. | 2016년 7월 1일   | 스타드 피에르 모루아, 빌뇌브다스크, 프랑스 | 웨일스                | 1–0          | 1–3      | UEFA 유로 2016     |